# Système des partis
Le régime des partis ou système des partis (en anglais : party system) est un concept en sciences politiques comparatives concernant le système de gouvernement des partis politiques dans un pays démocratique. L'idée est que les partis politiques ont des similitudes fondamentales : ils contrôlent le gouvernement, ont une base stable de soutien populaire de masse et créent des mécanismes internes pour contrôler le financement, l'information et les nominations.
Le concept est créé par des chercheurs européens qui étudiaient les États-Unis, en particulier James Bryce et Moïsseï Ostrogorski, et a ensuite été étendu à d'autres démocraties,,. Giovanni Sartori a conçu la méthode de classification la plus largement utilisée pour le régime des partis. Il suggère que ce système devrait être classé en fonction du nombre de partis concernés et du degré de fragmentation. Le régime des partis peut se distinguer par le nombre effectif de partis.

## Types
- Système à parti unique : régime dans lequel un seul parti politique a le droit de former le gouvernement, généralement sur la base de la constitution existante, ou dans lequel un seul parti a le contrôle exclusif du pouvoir politique ;
- Système de partis dominants (en) : système dans lequel il existe « une catégorie de partis ou d'organisations politiques qui ont remporté successivement des victoires électorales et dont la défaite future ne peut être envisagée ou est peu probable dans un avenir prévisible » ;
- Système à deux partis : système où seuls deux partis ou alliances, généralement placés de part et d'autre du centre, ont une chance réaliste de former une majorité. Les autres partis sont très mineurs ou uniquement régionaux. Exemple : les États-Unis ;
- Système multipartite : système dans lequel plusieurs partis politiques ont la capacité de prendre le contrôle du gouvernement, séparément ou en coalition ;

Il existe aussi le système non partisan : système de gouvernement ou d'organisation tel que des élections universelles et périodiques ont lieu sans référence aux partis politiques.

## Régime des partis par pays ou région

### Europe

#### Union européenne
Deux structures ont été identifiées au Parlement européen depuis les premières élections au suffrage universel direct en 1979, bien que les principaux groupes de partis de l'UE soient restés les mêmes :
- 1979-1994 : un système divisé en deux blocs, le bloc de gauche (Socialistes, Gauche radicale et Verts) s'opposant à un bloc de droite (Populaires, Libéraux, Gaullistes (en) et Conservateurs britanniques)
- Depuis 1994 : un système dans lequel trois principaux partis (le PPE conservateur, le PSE socialiste et l'ADLE libérale) votent autant entre eux qu'avec leurs petits alliés, « gouvernant » ainsi le système et faisant face à différentes oppositions de gauche (la Gauche européenne, les Verts et les eurosceptiques) et de droite (les gaullistes (en), les conservateurs britanniques, les eurosceptiques et les nationalistes).

Allemagne
Finlande
Italie